# Shichirin

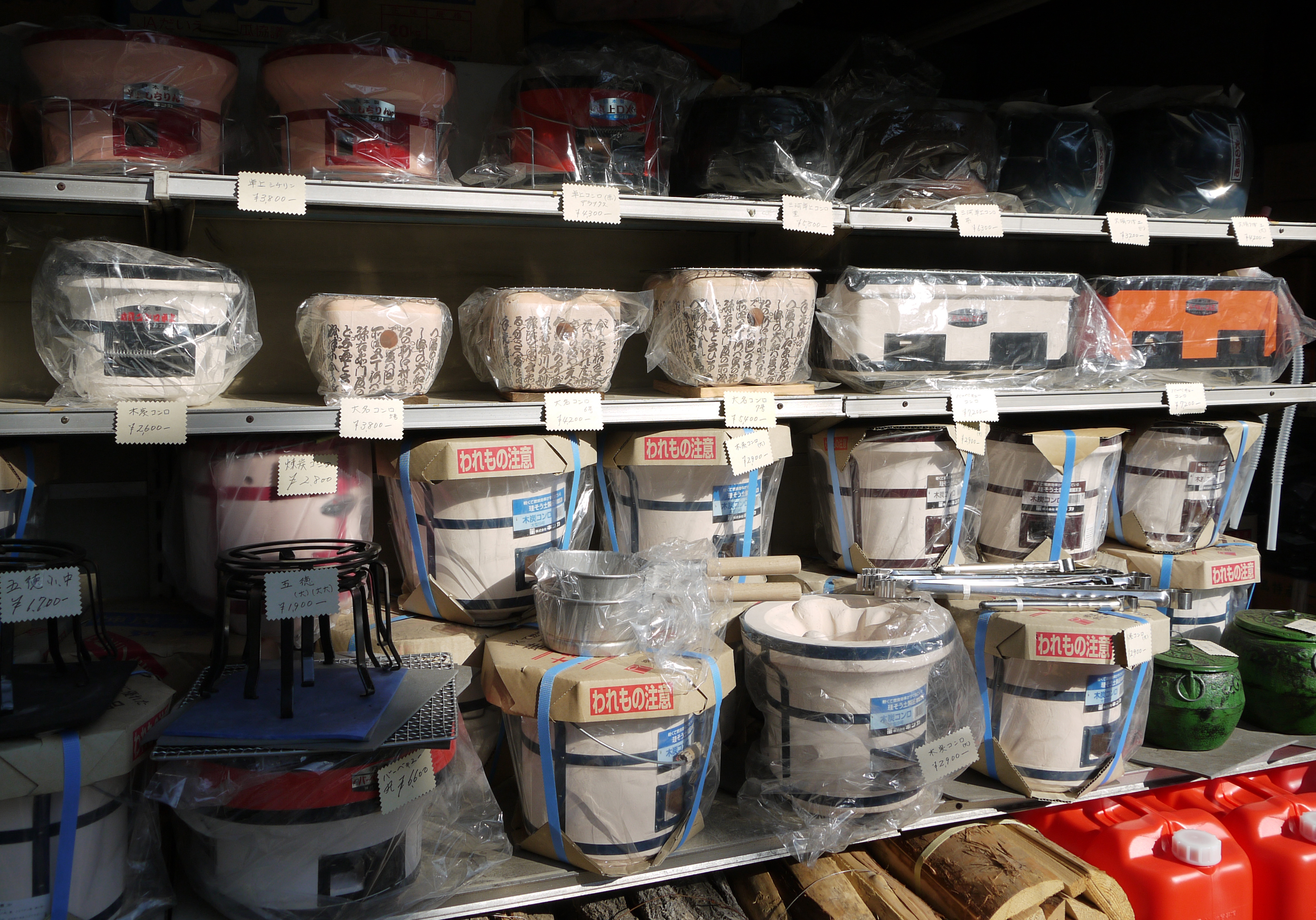
Vari shichirin odierni a Tokyo

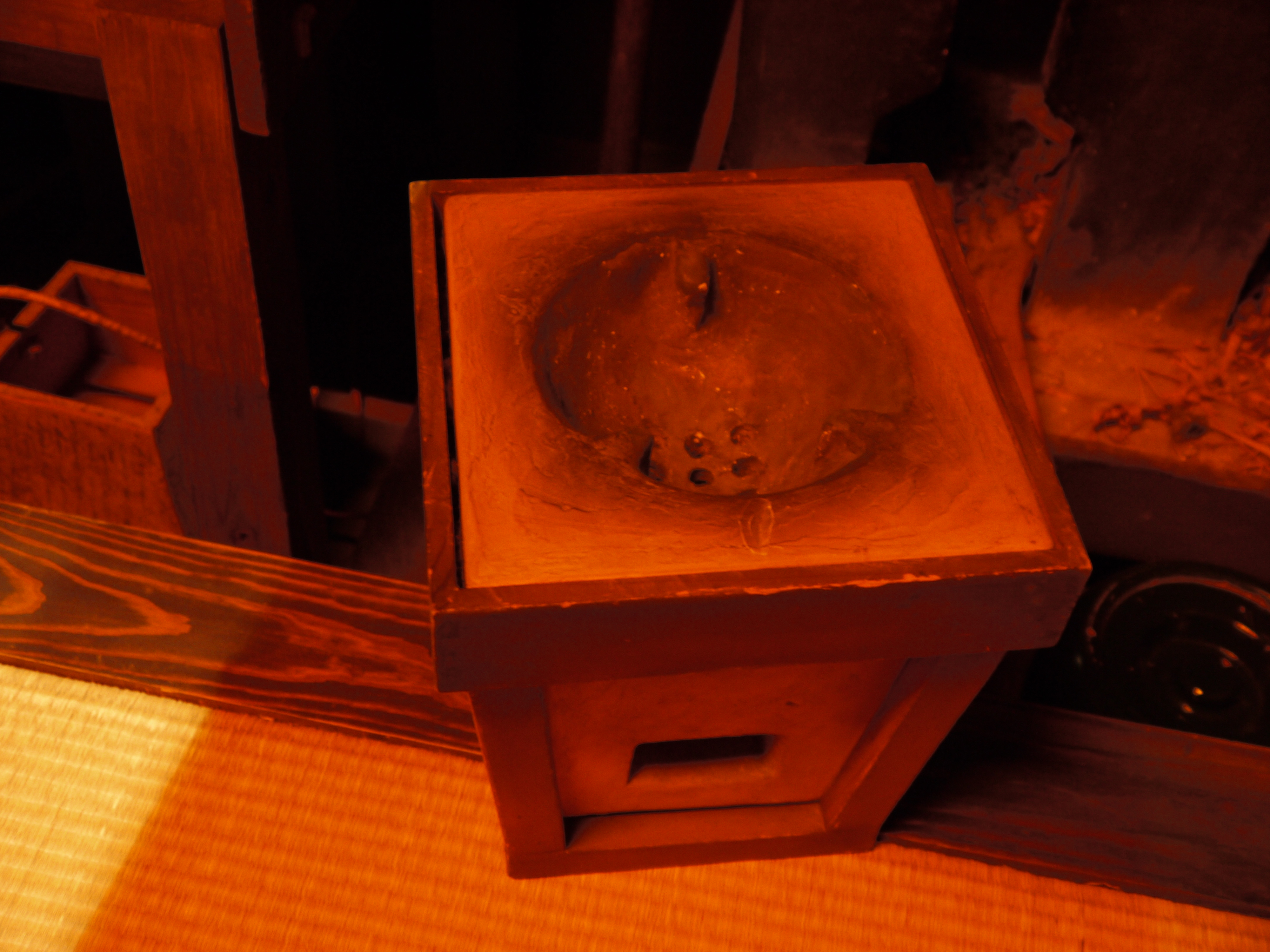
Fornello shichirin del tardo periodo Edo presso il Museo Fukagawa Edo

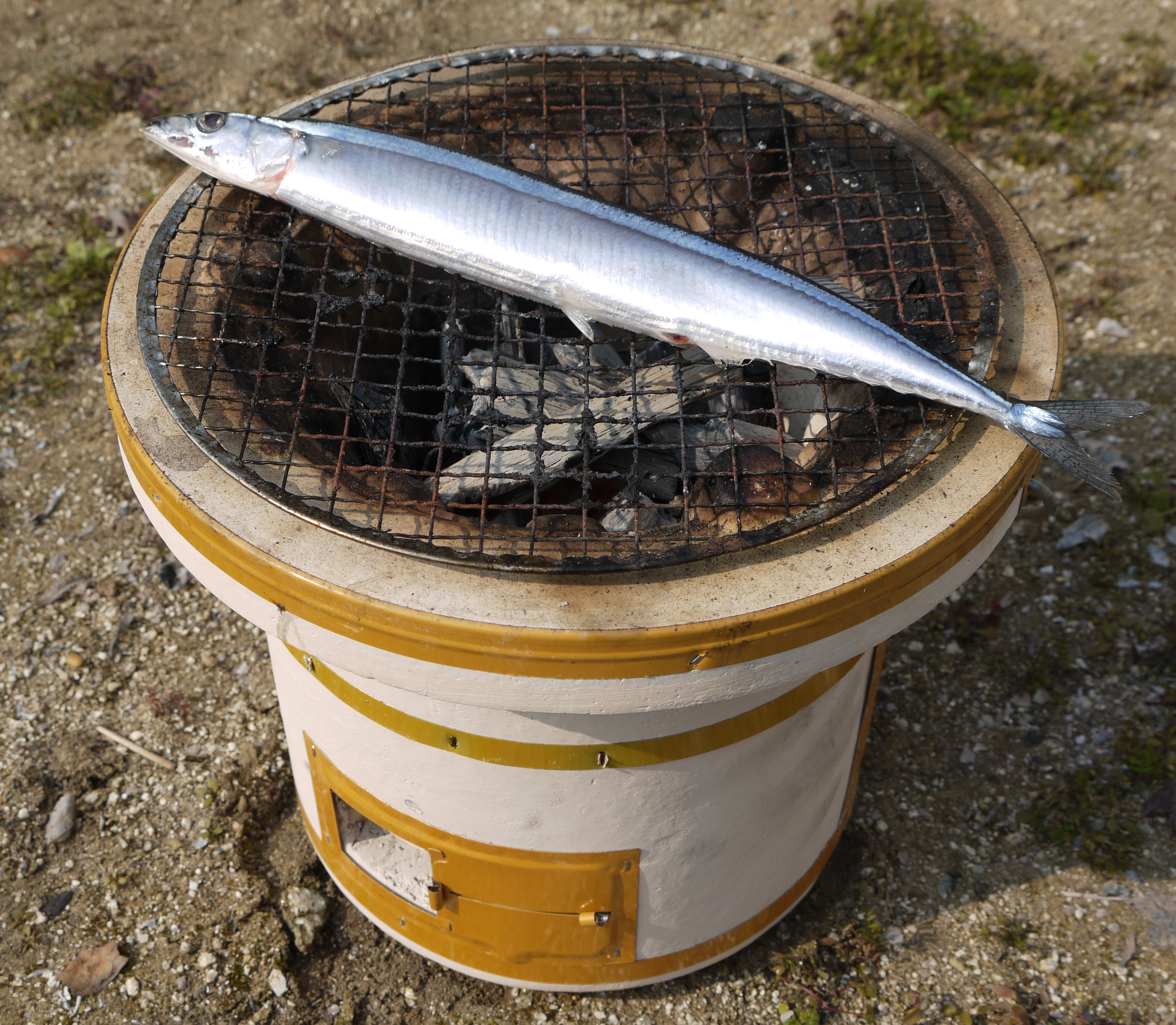
Una costardella del Pacifico arrostita su uno shichirin, che evoca un'immagine autunnale giapponese

Lo shichirin ( 七輪? lett. "sette ruote") è una piccola griglia a carbone vegetale giapponese.

## Etimologia
Shichirin è una parola composta formata da due ideogrammi, 七 (shichi? o nana?, lett. "sette") e 輪 (rin? o wa?, lett. "ruota" o "anello"). Una storia popolare collega il secondo ideogramma, rin, alla valuta in circolo durante il periodo Edo, la moneta da 1 rin, nonostante l'ideogramma utilizzato per indicarla sia diverso (厘?). Si dice che con lo shichirin si potesse cuocere un pasto ad un prezzo abbordabile, poiché la quantità di carbone vegetale richiesta per ogni cottura costava sette rin (shichirin). Nella regione del Kansai è anche conosciuto come kanteki.

## Descrizione
Lo shichirin è un fornello leggero, compatto e facile da spostare, alimentato generalmente attraverso il carbone vegetale. Si dice che oggi siano costruiti approssimativamente come nel periodo Edo. I vecchi shichirin venivano costruiti in ceramica e se ne possono ancora trovare molti nelle case antiche, mentre la maggior parte di quelli nuovi viene prodotta scaldando la farina fossile, ma il materiale grezzo non è uniforme. Alcuni sono realizzati con un doppio strato, interno ed esterno, in ceramica. La forma è generalmente cilindrica, quadrata o rettangolare, di differenti misure. Varietà di shichirin diverse sono pensate per utilizzi diversi.

## Utilizzo
Come combustibile per lo shichirin viene solitamente utilizzato il carbone vegetale, tuttavia quando si è all'aperto si preferisce utilizzare il binchōtan, un tipo di carbone bianco che produce meno odore quando viene bruciato, può bruciare più a lungo ed è meno probabile che divampi pericolosamente. Come alternativa più economica, si può utilizzare il carbone di segatura.